# Honda Prologue
Honda Prologue – elektryczny samochód osobowy typu crossover klasy wyższej produkowany pod japońską marką Honda od 2024 roku.

## Historia i opis modelu

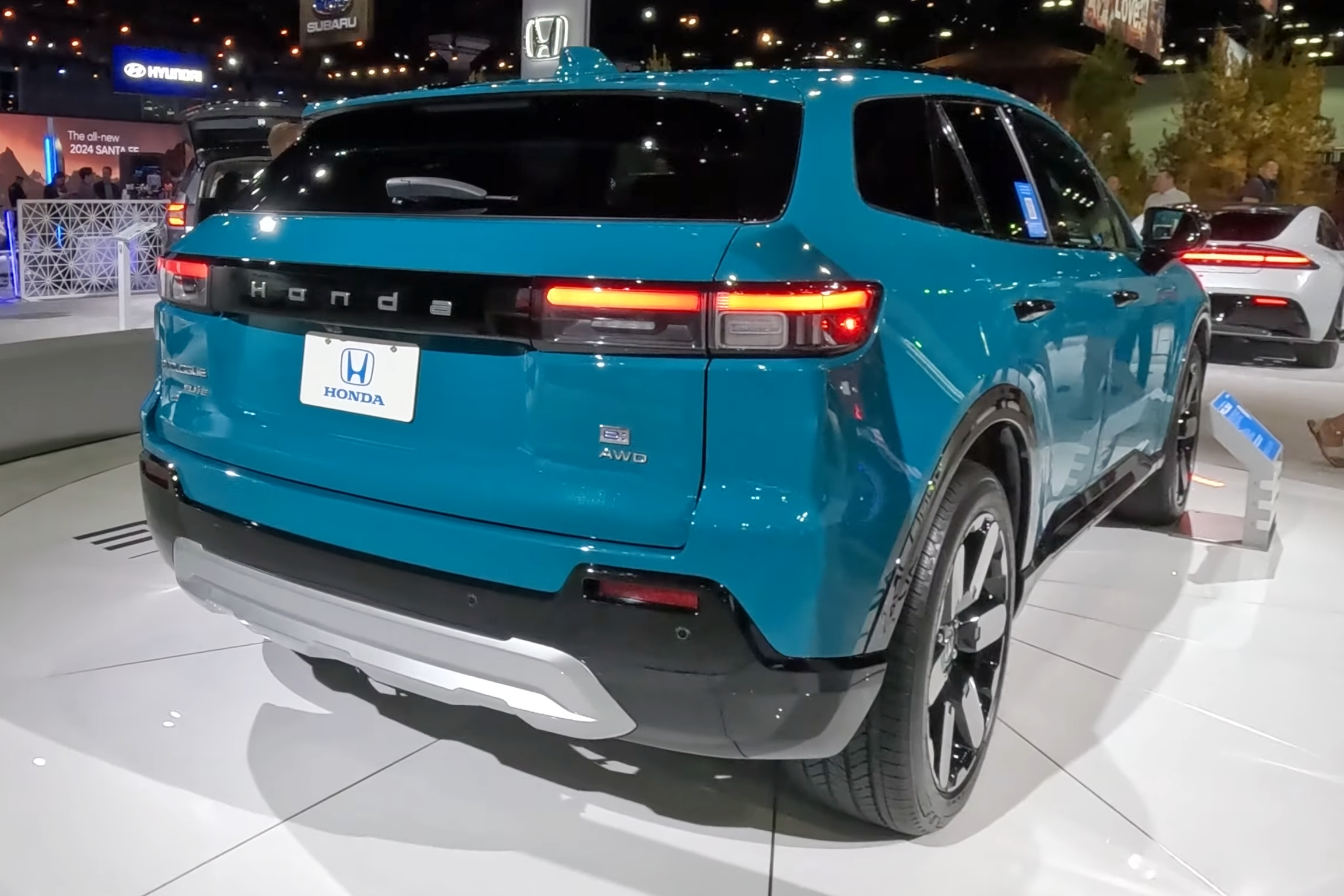
Honda Prologue - tył

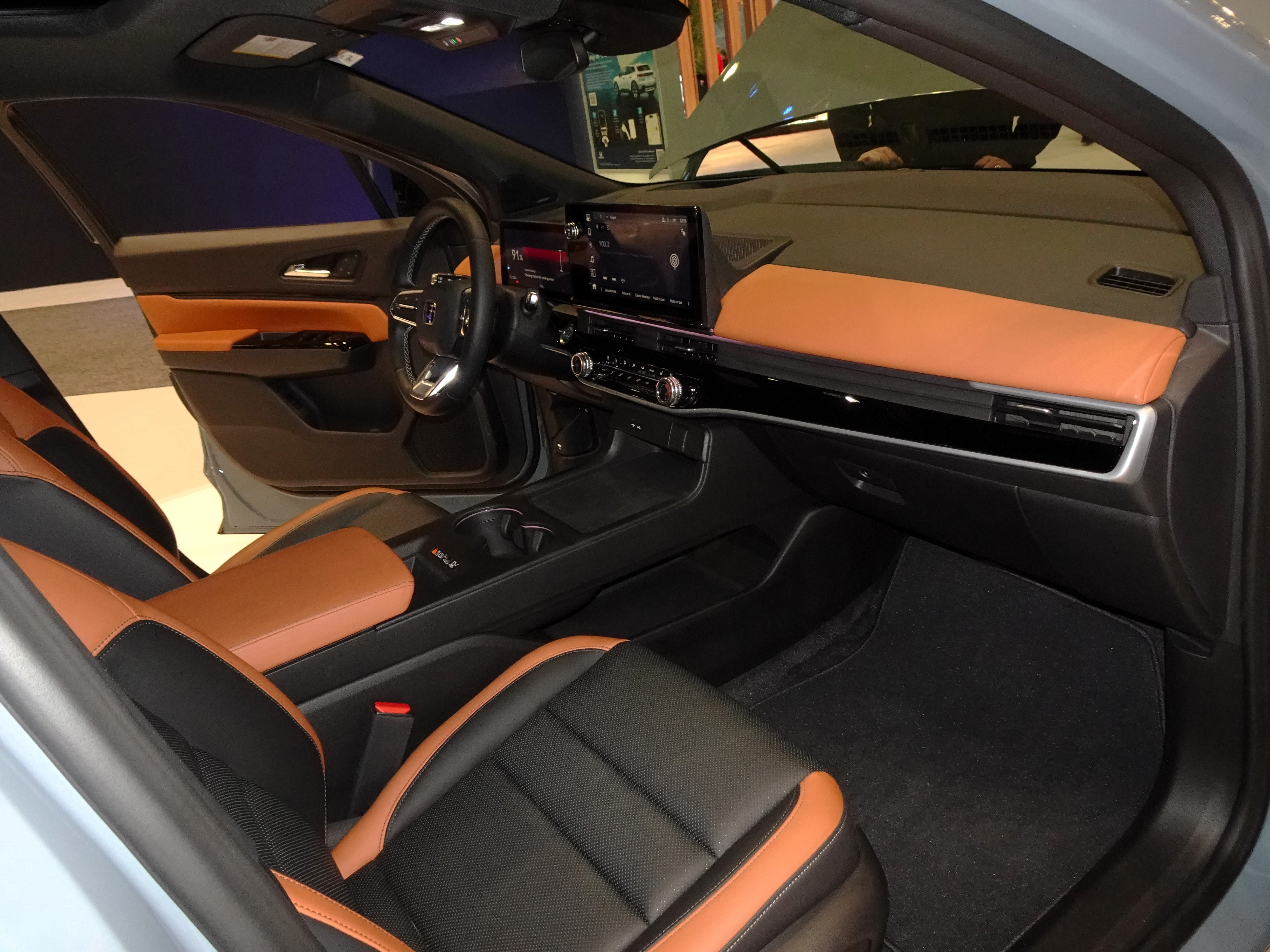
Honda Prologue - kokpit

W kwietniu 2020 amerykański koncern General Motors zawarł strategiczne parterstwo z japońską Hondą na polu wspólnego rozwoju samochodów elektrycznych w oparciu o modułową platformę Ultium. W jej ramach zapowiedziano oparcie na tej architekturze dwóch nowych samochodów japońskiego koncernu, z czego jednym z nich został duży crossover Honda Prologue będący zarazem pierwszym elektrycznym crossoverem w historii firmy. Samochód zadebiutował w październiku 2022, powstając jako technicznie bliźniacza konstrukcja przedstawionego kilka tygodni wcześniej Chevroleta Blazer EV. Przy takim samym rozstawie osi czy proporcjach nadwozia, Prologue wyróżniło się unikalnym projektem stylistycznym typowym dla Hondy. 
Płaskie, smukłe nadwozie z podłużnym zwisem przednim przyozdobiły podłużne, wąskie pasy świateł zdobiące zarówno przednią, jak i tylną część nadwozia. Nadwozie przyozdobiły typowe dla crossoverów plastikowe nakładki na zderzaki i nadkola, z kolei port ładowania układu elektrycznego umieszczono w lewym przednim błotniku. Z masywną sylwetką współgrają duże, standardowo 21-calowe alufelgi.
Podobnie jak nadwozie, także i kabina pasażerska otrzymała spersonalizowany względem Chevroleta projekt stylistyczny, współdzielący jednak z konstrukcją General Motors m.in. koło kierownicy czy panele przycisków w desce rozdzielczej. Przed kierowcą znalazł się 11-calowy wyświetlacz cyfrowych wskaźników, z kolei w centralnym miejscu deski rozdzielczej znalazł się 11,3-calowy ekran dotykowy systemu multimedialnego. Samochód obsługuje łączność z WiFi, a także interfejsami Apple CarPlay oraz Android Auto.

### Sprzedaż
Podobnie jak bliźniaczy Chevrolet Blazer EV, a także pokrewny Chevrolet Equinox EV, do produkcji Hondy Prologue wyznaczone zostały meksykańskie zakłady General Motors w Ramos Arizpe. Głównym rynkiem zbytu dla elektrycznego crossovera została Ameryka Północna, gdzie produkcja i dostawy pierwszych egzemplarzy do nabywców rozpoczęły się na początku 2024 roku.

### Dane techniczne
Honda Prologue jest samochodem w pełni elektrycznym, którego gamę wariantów napędowych otwiera przednionapędowy model z jednym silnikiem elektrycznym o mocy 212 KM. Drugą i topową wersją została odmiana AWD z dwoma silnikami o łącznej mocy 288 KM, z czego oba dostępne są z tym samym akumulatorem o pojemności 85 kWh. Dla słabszej wersji pozwala to na przejechanie na jednym ładowaniu do 476 kilometrów na jednym ładowaniu według amerykańskiej formy EPA. Dla mocniejszej są to maksymalnie 452 kilometry.